# مجدلون
مجدلون (به عربی: قریة مجدلون) یک منطقهٔ مسکونی در لبنان است که در شهرستان بعلبک واقع شده‌است. مجدلون ۱٬۰۴۰ متر بالاتر از سطح دریا واقع شده‌است.